# Champagne (Švýcarsko)
Champagne je obec na západě Švýcarska v kantonu Vaud. Žije zde přibližně 1 000 obyvatel.

## Geografie

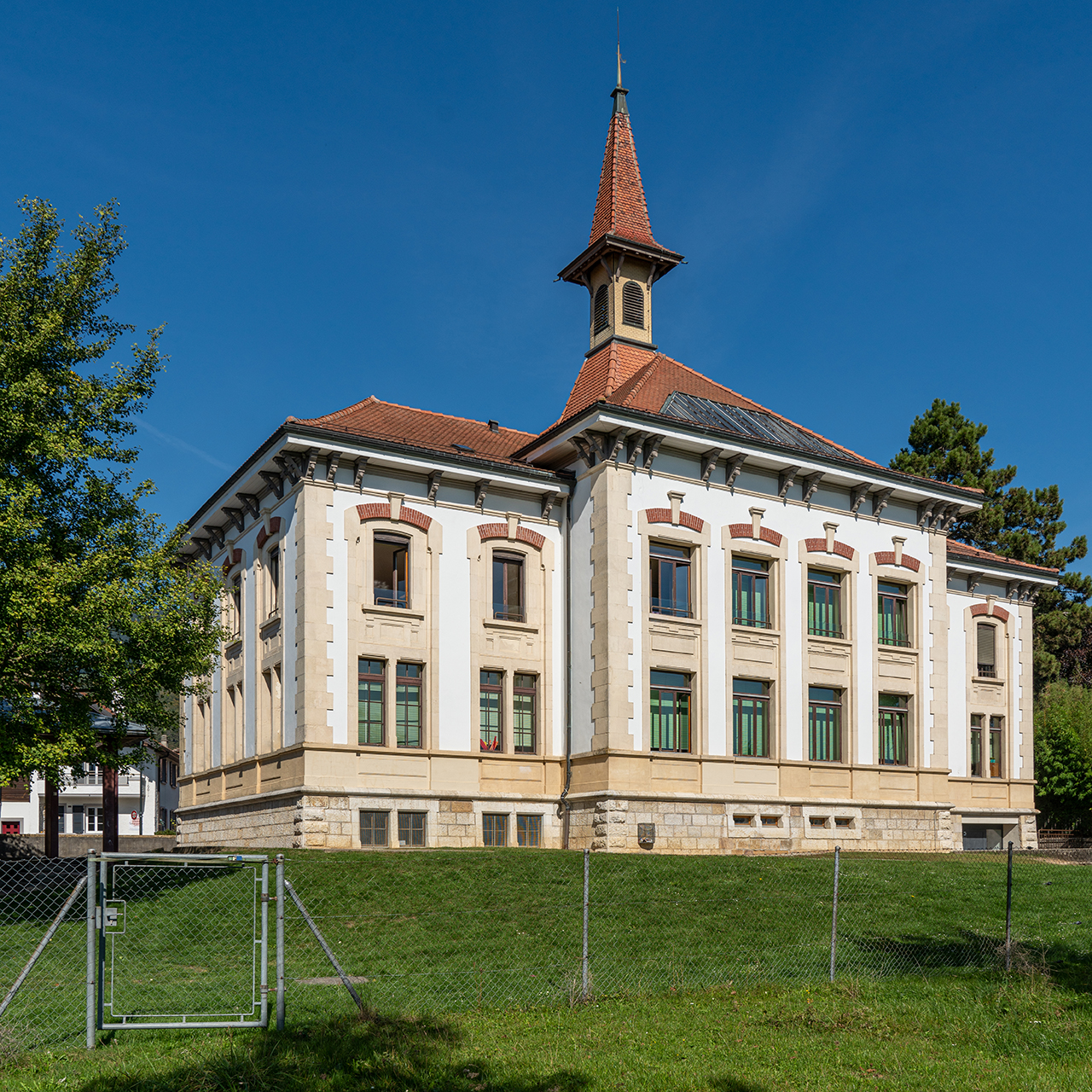
Škola

Champagne leží v nadmořské výšce 457 m, vzdušnou čarou 6 km severovýchodně od okresního města Yverdon-les-Bains. Obec se nachází na jižním úpatí Jury, na okraji údolí řeky Arnon, asi 1,5 km od břehu Neuchâtelského jezera.
Území obce o rozloze 3,9 km² pokrývá část jižního svahu Jury. Jižní hranici tvoří tok řeky Arnon. Na severu se území obce rozkládá na širokém dně údolí a na kopci Les Biolez, který je od svahu Jury oddělen potokem. Území se dále rozprostírá na úbočí předsunutého masivu Jury a zahrnuje les Grand Bois. Nejvyšší bod Champagne se nachází ve výšce 730 m n. m. pod Fontanezier. V roce 1997 tvořila 8 % rozlohy obce zastavěná plocha, 36 % lesy a lesní porosty, 54 % zemědělství a necelé 1 % neproduktivní půda.
K Champagne patří osady Le Moulin (448 m n. m.) vlevo od řeky Arnon a Saint-Maurice (471 m n. m.) severně od obce, jakož i několik jednotlivých farem. Sousedními obcemi jsou Grandson Fiez, Fontaines-sur-Grandson, Tévenon a Bonvillars.

## Historie

Letecký pohled (1954)

Oblast obce Champagne byla osídlena již v době římské, jak dokládají archeologické nálezy z tohoto období. Z burgundského období byly objeveny hroby s bohatými šperky jako pohřebními předměty. První zmínka o obci se objevuje v listině z roku 885 pod názvem Campania v darovací listině císaře Karla III. V roce 888 připadla vesnice lausannskému biskupovi.
Ve středověku patřila ves (v roce 1228 nazývaná Champanes) k panství Grandson, poté k panství Montagny-le-Corbe a později opět k Grandsonu. Po roce 1476 se Grandson stal panstvím pod společnou vládou Bernu a Fribourgu. Po pádu Staré konfederace patřila obec v letech 1798–1803 v období Helvétské republiky ke kantonu Léman, který byl poté, když vstoupila v platnost Ústava o zprostředkování, sloučen s kantonem Vaud.

## Obyvatelstvo

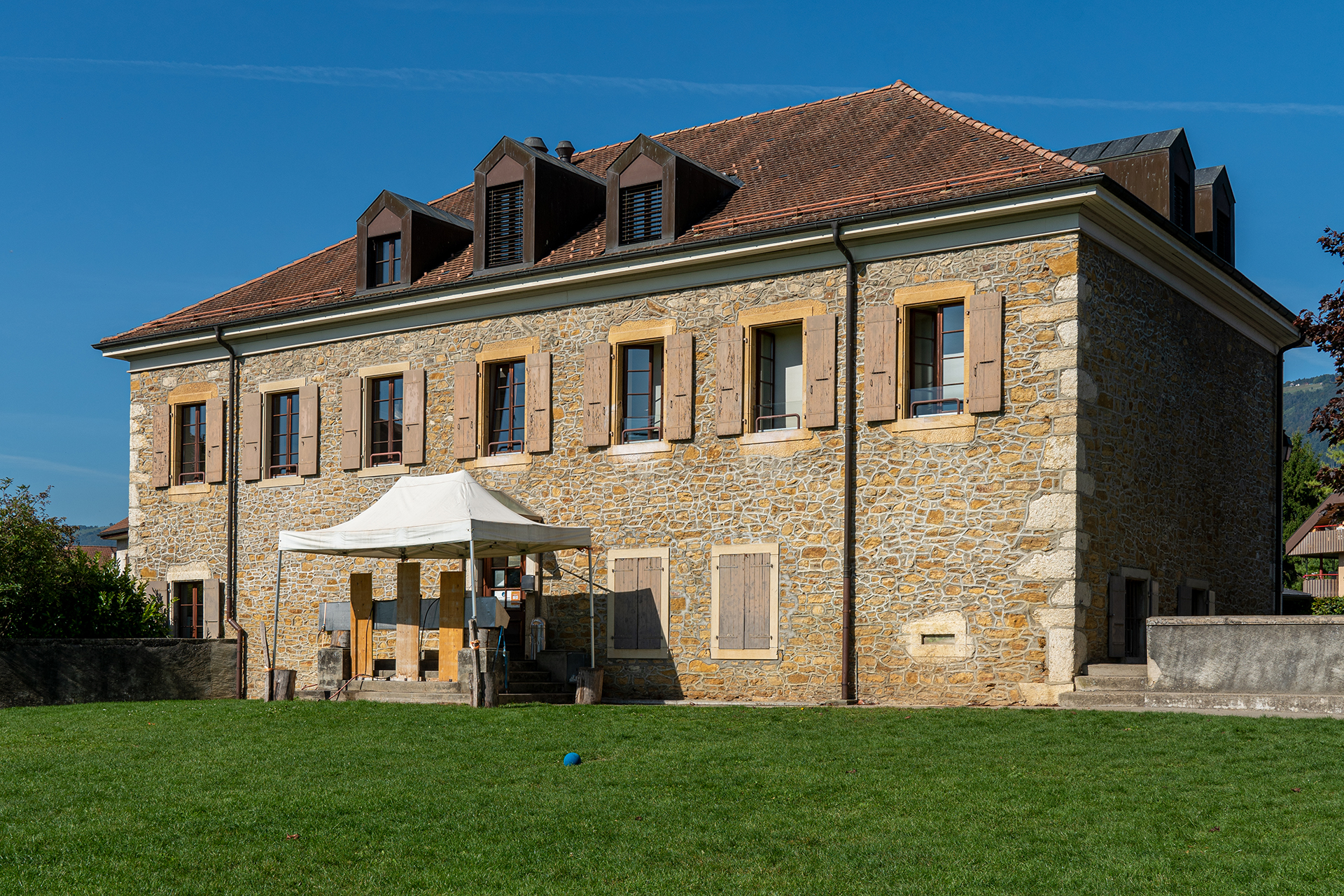
Obecní úřad

90,7 % obyvatel hovoří francouzsky, 2,8 % portugalsky a 1,8 % německy (stav v roce 2000). V roce 1850 žilo v Champagne celkem 410 obyvatel a v roce 1900 619 obyvatel. Poté došlo k odlivu obyvatel až do roku 1960 (449 obyvatel), ale od té doby je opět pozorován vzestupný trend.

## Hospodářství
Až do konce 19. století bylo Champagne převážně zemědělskou obcí. Na řece Arnon byl mlýn a pila. V roce 1871 zde byla založena továrna na hodinky, která se nyní specializuje na výrobu přesných nástrojů. Další pracovní místa poskytuje továrna na sušenky a místní malé podniky. Důležitou roli zde dosud hraje zemědělství, kde se pěstuje orná půda a vinařství. Kvůli bilaterálním smlouvám mezi Švýcarskem a EU bylo vinařům ze Champagne zakázáno označovat své bílé víno jako Vin de Champagne, protože označení původu Champagne je vyhrazeno výhradně pro stejnojmenný francouzský region. Víno vyráběné v této obci bylo proto přejmenováno na Libre-Champ.

## Doprava
Obec má dobré dopravní spojení. Nachází se 1 km od hlavní silnice z Neuchâtelu do Yverdonu. Dálniční křižovatka Grandson na dálnici A5 je na hlavní příjezdové cestě do obce. Pokračování dálnice A5 na severovýchod směrem na Neuchâtel bylo otevřeno v roce 2005. Na síť veřejné dopravy je Champagne napojeno autobusovou linkou z Yverdonu do Gorgier.